# Skytts och Oxie domsagas valkrets
Skytts och Oxie domsagas valkrets var i riksdagsvalen till andra kammaren 1866–1893 en valkrets med ett mandat. Valkretsen, vars gränser motsvarade Skytts och Oxie härader, avskaffades i valet 1896, då den delades i Skytts härads valkrets och Oxie härads valkrets.

## Riksdagsmän
- Åke Andersson, lmp (1867–1880)
- Mårten Dahn, gamla lmp 1888–1894, lmp 1895–1896 (1881–1896)